# SweDisc
Skivbolag grundat av Sture Wahlberg och Roland Ferneborg verksamt 1963-1968. Skivbolaget köptes upp av Mill Records 1983.

## Artister
- The Spotnicks
- Mike Wallace & The Caretakers
- Ture Ivar Dahlberg
- Maud Husberg
- Alice Babs
- Egon Kjerrman
- Jay Epae
- Emile Ford
- Bosse Hasslöws Orkester
- The Moonlighters
- Peter Winsnes
- Beat Incorporated
- Dandie Show med Christer Björnsson
- Kent Hallbergs Orkester
- Happy go Luckies
- Hillbilly Five
- Pennybridge Four
- Bluesquality
- El Klan
- Weiny Rydén
- Berith Anserud
- Jörgen och Sylven
- The Nashmen
- Laila Nyström
- Susanne Löwenhard
- Jonas Olls
- Sting Brass med Agneta Zelan
- Kenneth Staag's och Hayati Kafe
- Sunnygirls
- Dee Jays
- The End
- Undecayed's Jazz Blues Band
- Caroline Williams
- The Zettlers